# Belgian National Orchestra

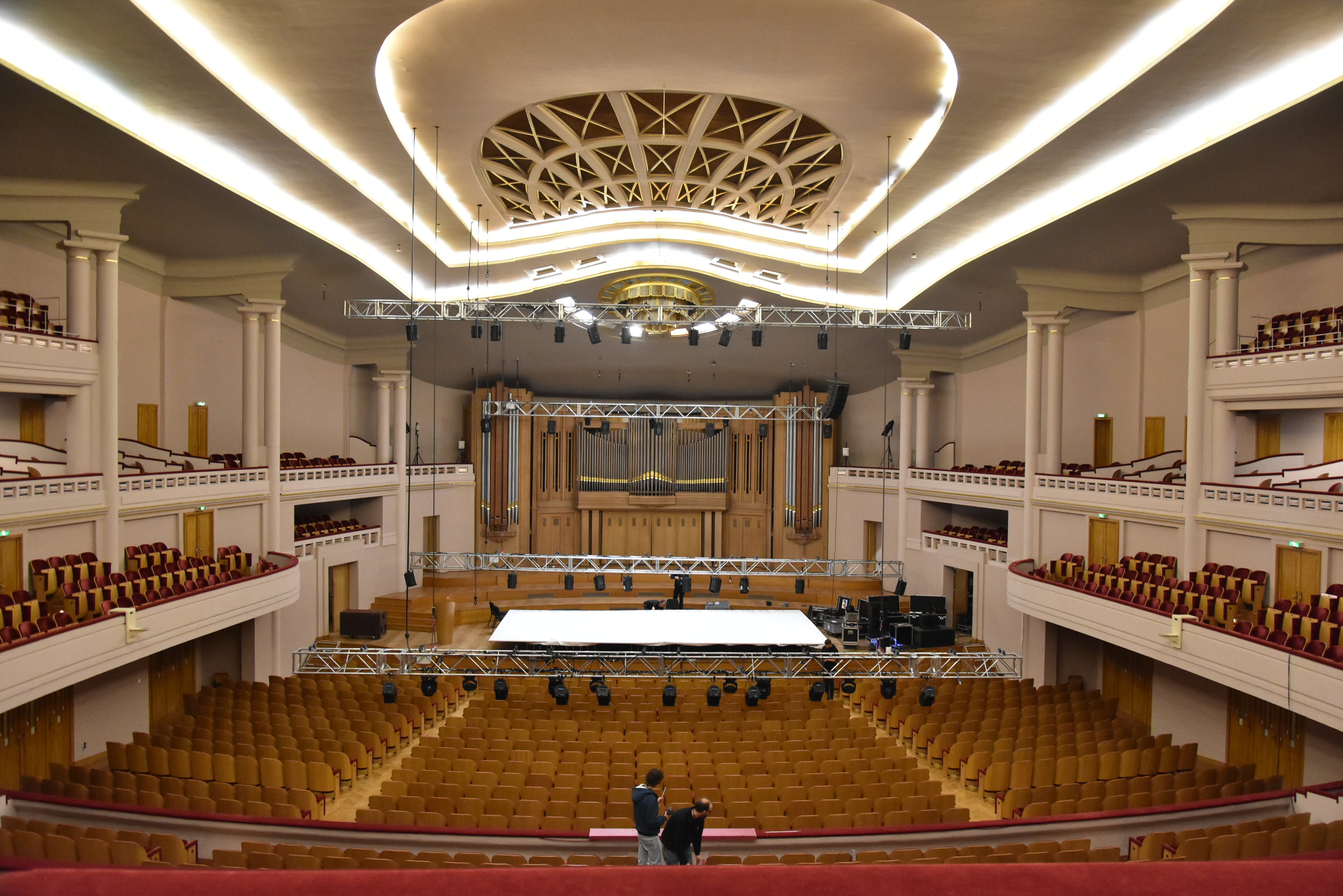
De Henry Le Boeufzaal in het Paleis voor Schone Kunsten, thuisbasis van het orkest

Het Belgian National Orchestra (vroeger: Nationaal Orkest van België), is het oudste symfonieorkest van België.

## Geschiedenis
De oorsprong van het Nationaal Orkest van België kan worden teruggevoerd tot 1913, toen de Belgische dirigent en componist Désiré Defauw het "Symphonie Orkest van de Belgische Staat" oprichtte. Dit orkest werd beschouwd als de voorloper van het huidige Nationaal Orkest van België. Het orkest heeft als thuisbasis het Paleis voor Schone Kunsten (Bozar) in Brussel en wordt gesubsidieerd door de federale overheid.
Het orkest bestaat uit 82 musici. Per seizoen verzorgt het Nationaal Orkest van België ongeveer negentig concerten in België en daarbuiten. Het orkest werkt ook mee aan educatieve projecten en begeleidt het verschillende muziekwedstrijden, waaronder de Koningin Elisabethwedstrijd. De finales van de zangwedstrijd en de cellowedstrijd hiervan (sinds 2017) begeleidt het orkest echter niet. Ook de finale van de pianowedstrijd van 2025 begeleidt het orkest niet. De finale van de zangwedstrijd wordt begeleid door het Symfonieorkest van De Munt en die van de cellowedstrijd en die van de pianowedstrijd van 2025 door het Brussels Philharmonic. Dit  Het NOB profileert zich als een 'nationaal' Belgisch orkest door samen te werken met het Festival van Vlaanderen én het Festival de Wallonie en door te spelen in alle Vlaamse provinciehoofdsteden, Luik, Charleroi, Namen en Doornik, Oostende, Eupen en Virton, waardoor het alle drie de taalgemeenschappen bereikt. Ook speelt het orkest in het buitenland, zoals in het Théâtre des Champs-Élysées in Parijs, Japan, Zwitserland, Duitsland en Spanje.
De hoofdmoot van het repertoire van het Nationaal Orkest van België is het symfonische repertoire van de 19e en de 20e eeuw, maar ook programmeert het orkest filmmuziek en hedendaagse muziek uit de 20e en 21e eeuw.
Solisten die met het orkest speelden, zijn onder anderen Vadim Repin, Gidon Kremer, Boris Berezovski , Rolando Villazón, Sergej Khachatryan, Nelson Freire, Elisabeth Kulman, Alexander Gavrylyuk en Lorenzo Gatto.
In juli 2021 is aangekondigd dat de Nederlandse dirigent Antony Hermus de positie van chef-dirigent zal overnemen van Hugh Wolff. Hij heeft een contract getekend voor een periode van vier jaar, dat aanvangt bij het seizoen 2022-2023.

## Chef-dirigenten
- André Cluytens (1958-1967)
- Michael Gielen (1969-1971)
- André Vandernoot (1974-1975)
- Georges Octors (1975-1983)
- Mendi Rodan (1983-1989)
- Ronald Zollman (1989-1993)
- Joeri Simonov (1994-2002)
- Mikko Franck (2002-2007)
- Walter Weller (2007-2012)
- Andrej Borejko (2012-2017)
- Hugh Wolff (2017-, vertrek aangekondigd na het seizoen 2021-2022)
- Antony Hermus (benoeming aangekondigd met ingang van het seizoen 2022-2023[3])

## Intendanten
- Fred Brouwers (1989-1991)
- Luc Vanackere (1991-1992)
- Dennis Stokkink (1994-1995)
- Alain Pierlot (1996-1998)
- Albert Wastiaux (1998-2015)
- Jozef De Witte (2015-2016)
- Hans Waege (2016-2023)
- Bob Permentier (2024-)